# Ariège (département)
Pour les articles homonymes, voir Ariège.
L'Ariège (/a.ʁjɛʒ/ ; en occitan : Arièja) est un département français de la région Occitanie, nommé d'après la rivière homonyme, situé au sud-ouest de la France. L'Insee et La Poste lui attribuent le code 09. Sa préfecture est Foix, qui se trouve à 772 kilomètres de Paris à vol d'oiseau.
Le département a été formé en 1790 de l'addition essentiellement de l'ancien comté de Foix (406 455 hectares) et de presque l'entièreté du Couserans (162 509 hectares). Au total, la superficie du département ariégeois est de 489 387 hectares. Il est frontalier au sud de la principauté d'Andorre et de la Catalogne (Espagne), à l'ouest de la Haute-Garonne et à l'est des Pyrénées-Orientales et de l'Aude. C'est un département de piémont et de haute montagne possédant de nombreux sites historiques allant de la Préhistoire à nos jours,.

## Géographie

### Géographie physique
Les points cardinaux situant les extrémités du département sont : L'Hospitalet-près-l'Andorre au sud, Lézat-sur-Lèze au nord, Saint-Lary à l'ouest, Quérigut à l'est.
| Haute-Garonne        | Haute-Garonne | Aude                |
| Haute-Garonne        | Ariège        | Aude                |
| Catalogne ( Espagne) | Andorre       | Pyrénées-Orientales |

Au sein du département ariégeois, l'on peut distinguer trois grandes zones :
- 1- la plaine d'Ariège, située dans le nord du département, est constituée de plaines, de collines et de faibles vallons où l'agriculture est très présente. Une partie du Lauragais s’étend sur le nord-est du département. Deux rivières importantes, l’Ariège et la Lèze, traversent la plaine du sud au nord. Le paysage de parcelles céréalières domine avec la culture du maïs et du tournesol et avec des prairies ;
- 2- le piémont pyrénéen regroupe le massif du Plantaurel et les collines prépyrénéennes inférieures à 1 000 m. Diverses structures géologiques forment des paysages contrastés comme la vallée de Foix dans son massif granitique ou la région de Lavelanet avec ses marnes et son calcaire ;
- 3- le haut pays ariégeois représente les hautes montagnes des Pyrénées dépassant les 1 000 m d'altitude. La pique d'Estats, le pic du Montcalm et le pic du Port de Sullo sont les points culminants du département avec 3 143 m, 3 077 m et 3 072 m respectivement. La forêt domine le paysage, où cohabitent des essences de résineux avec des feuillus comme les châtaigniers, les robiniers faux-acacias, les frênes et les hêtres.

Paysages de l'Ariège :
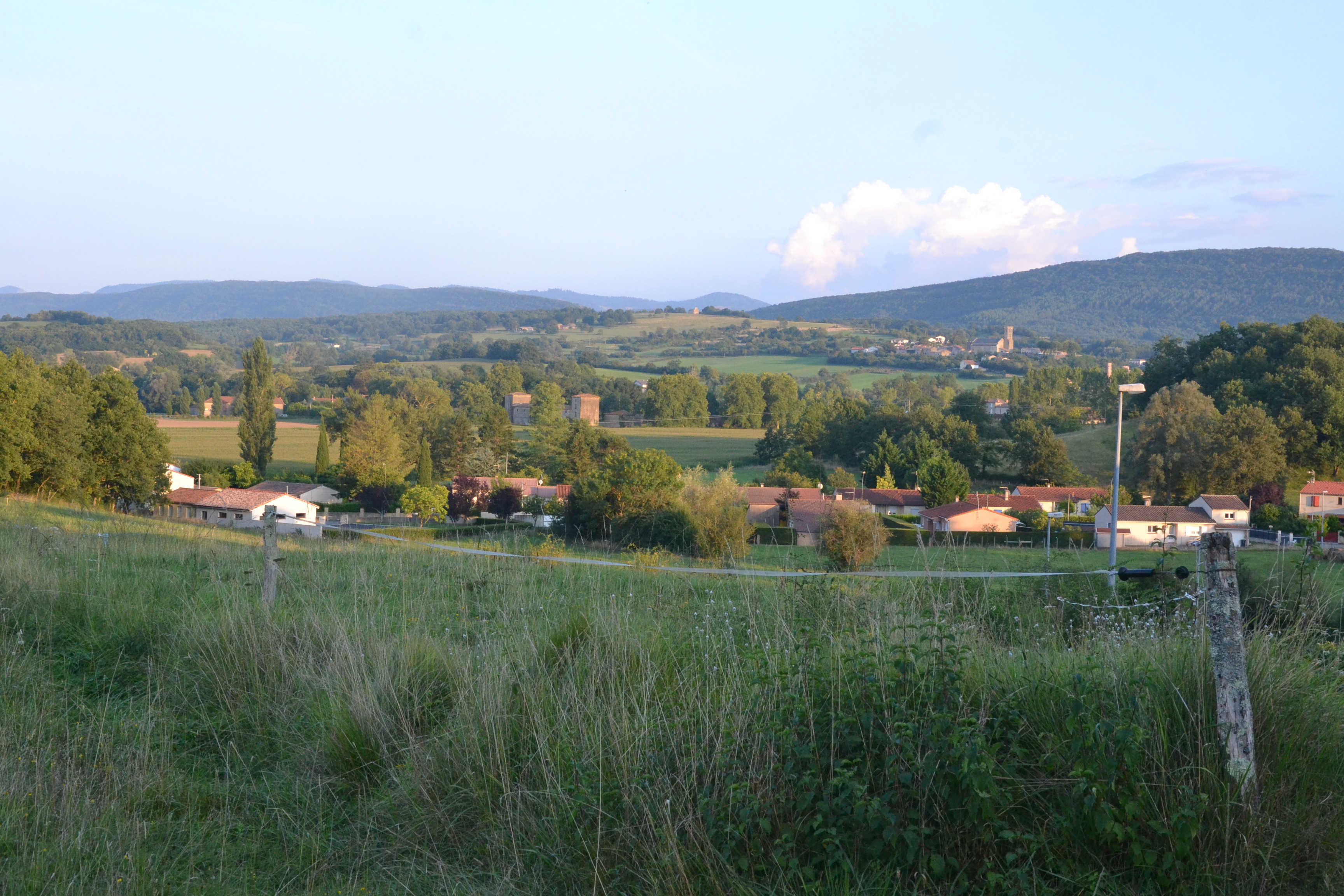
Tabre dans le nord-est (pays d'Olmes).
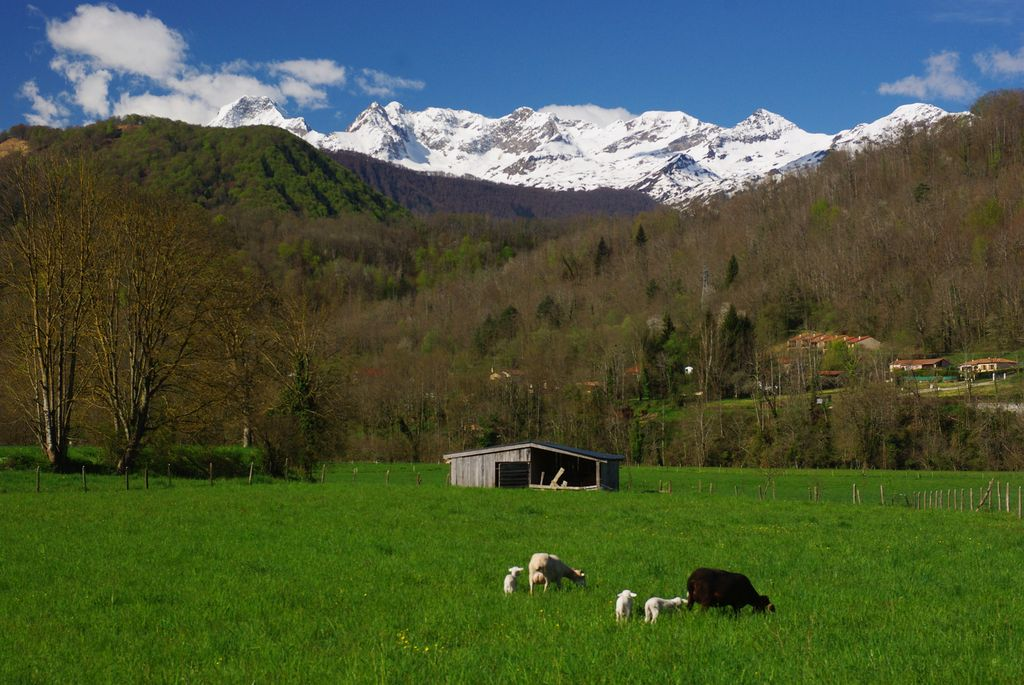
Oust, dans l'ouest du département.
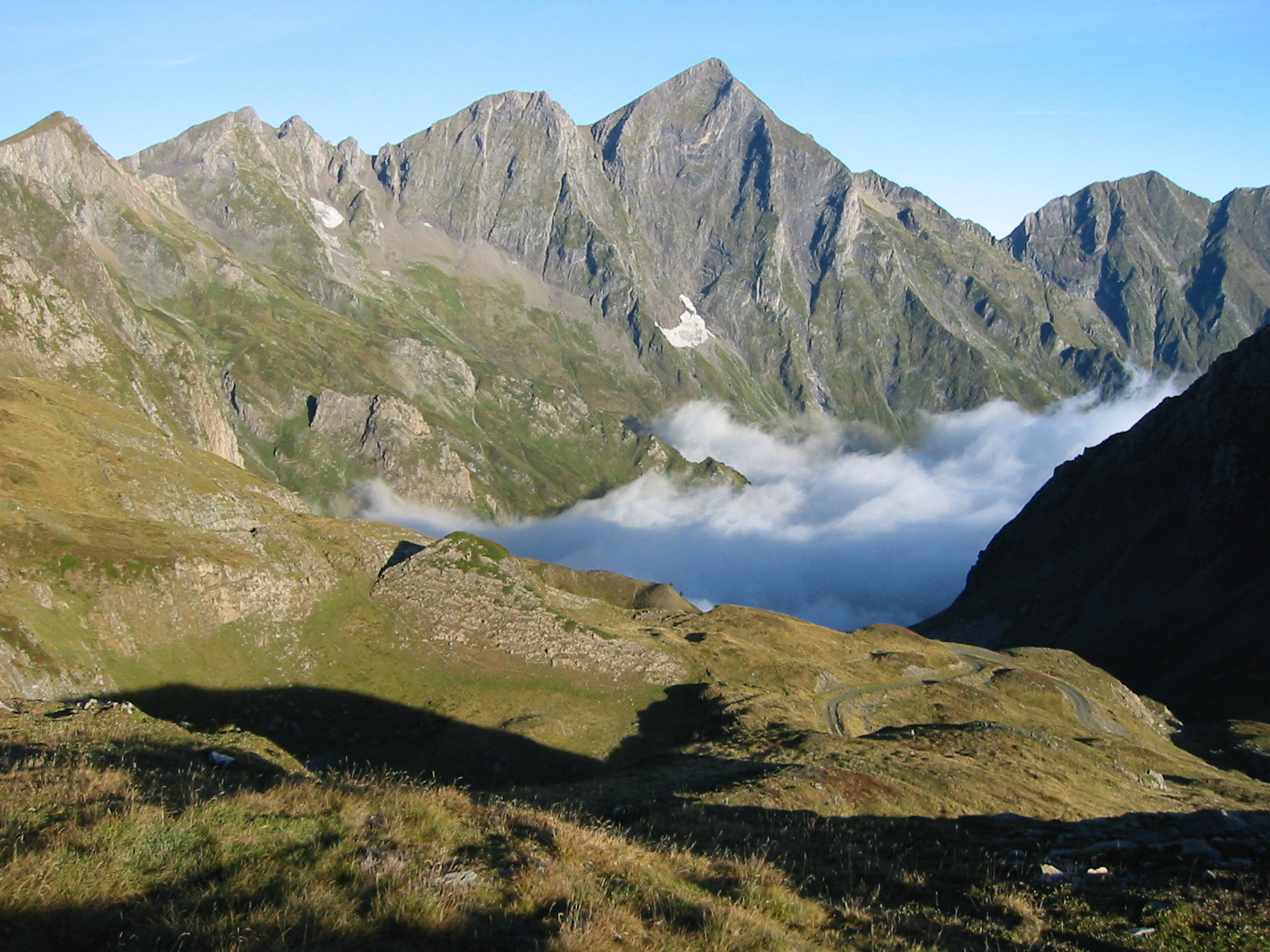
Le mont Valier dans le Haut Couserans, au sud-ouest.

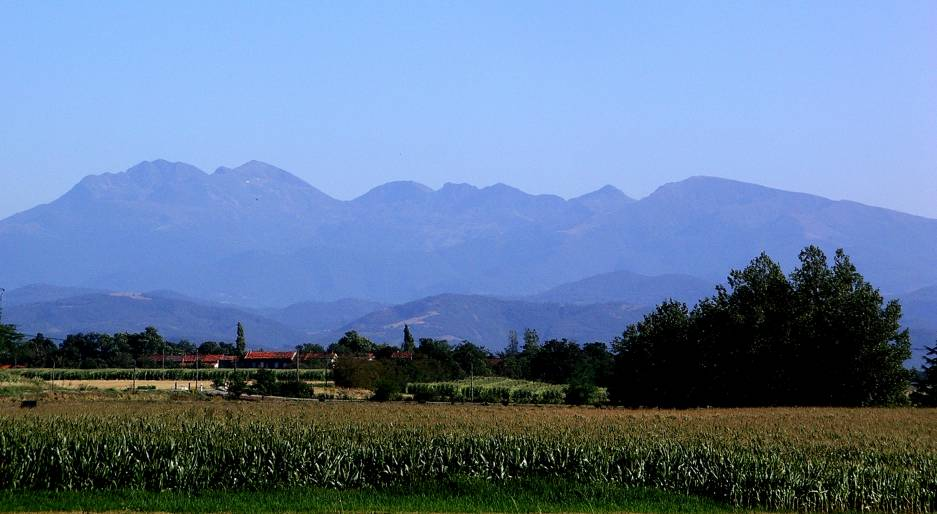
Le massif de Tabe.

### Géographie humaine
L'Ariège fait partie de la région Occitanie. Elle est limitrophe des départements de la Haute-Garonne (à l'ouest et au nord), de l'Aude à l'est et des Pyrénées-Orientales au sud-est, ainsi que de l'Espagne (province de Lérida, communauté autonome de Catalogne) et de l'Andorre au sud.
D'une superficie de 4 890 km2, le département est divisé en trois arrondissements : Foix, Pamiers et Saint-Girons.
Il est en outre composé de 13 cantons, 8 intercommunalités et 325 communes (au 1er janvier 2025,).
En 2009, le parc naturel régional des Pyrénées ariégeoises est créé, couvrant environ 40 % de la superficie du département de l'Ariège.

## Histoire

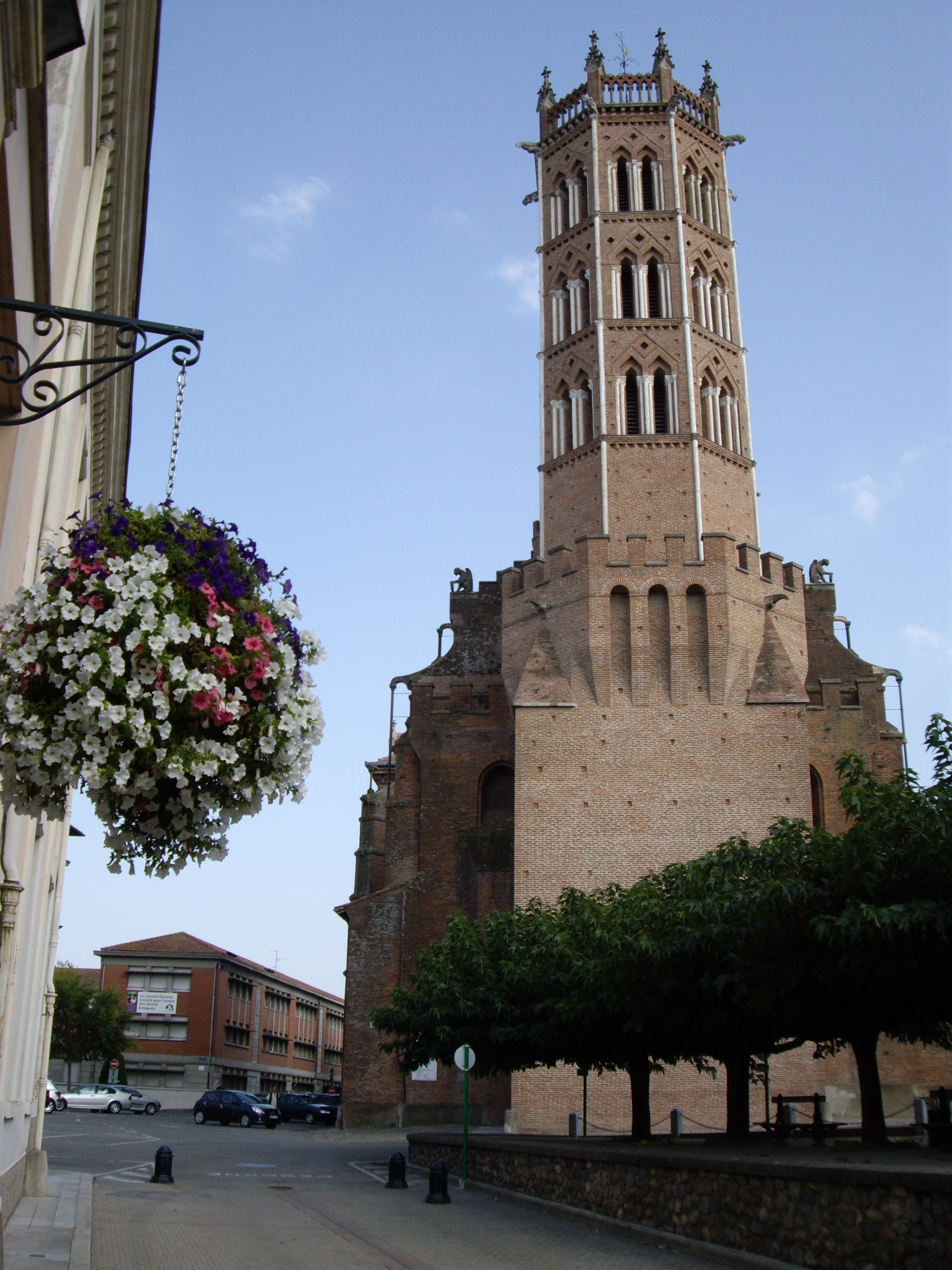
Cathédrale Saint-Antonin de Pamiers.

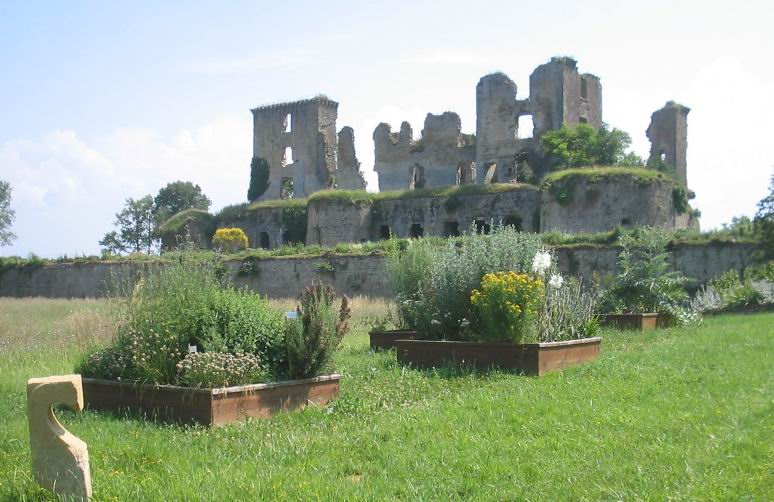
Le château de Lagarde.

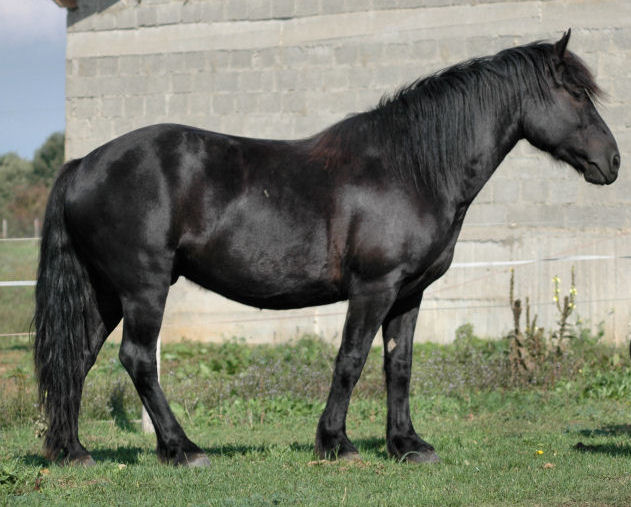
Mérens (cheval).

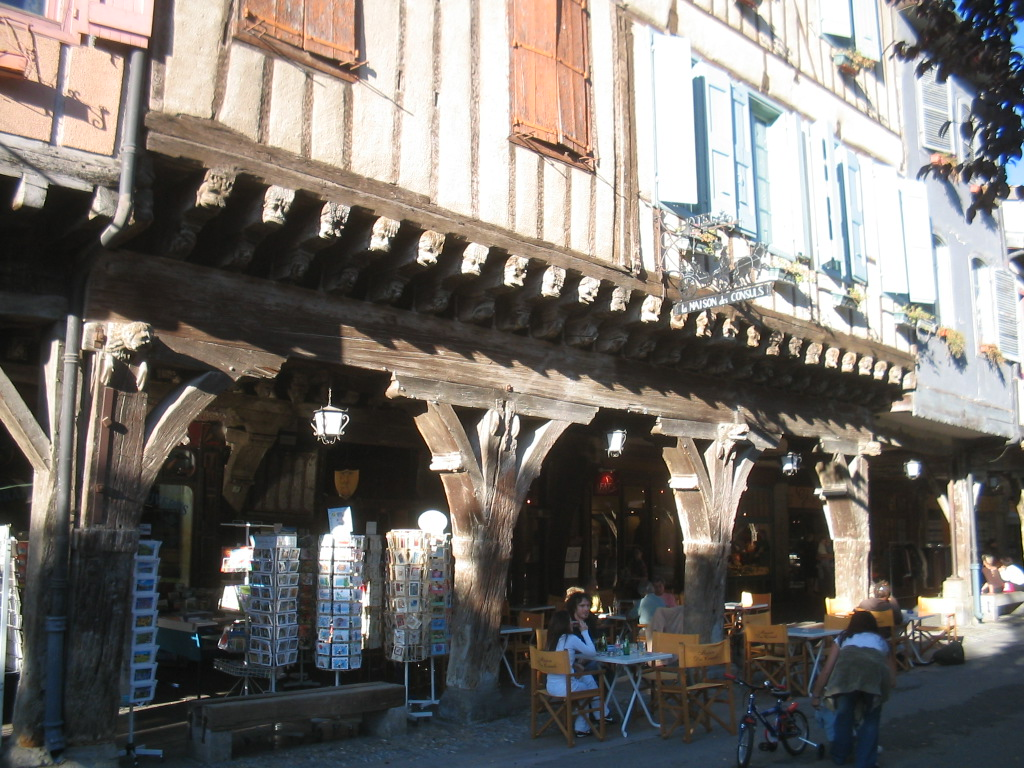
Les couverts de Mirepoix.

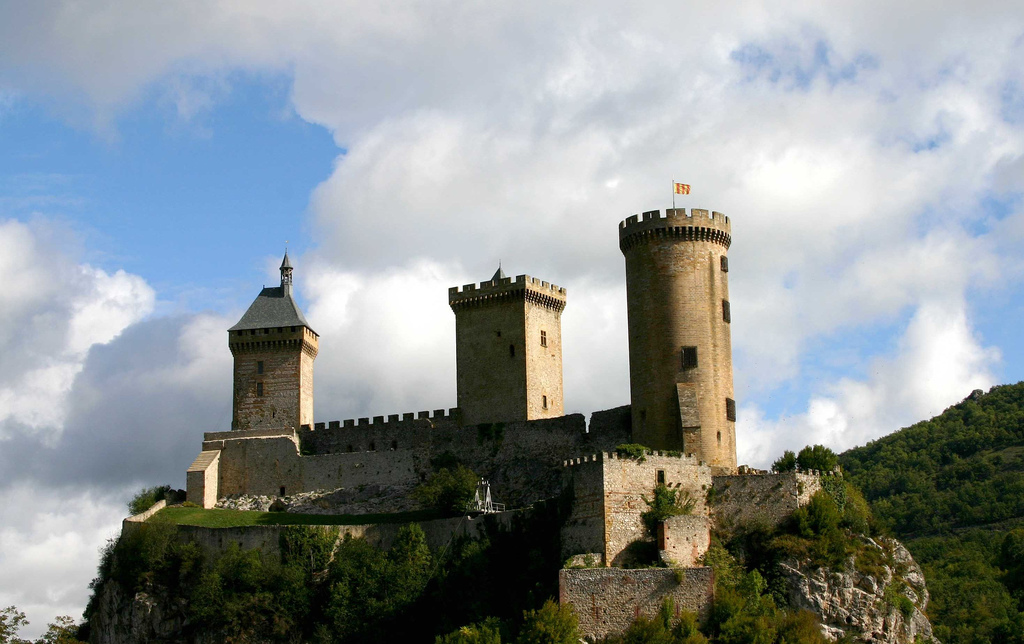
Le château de Foix.

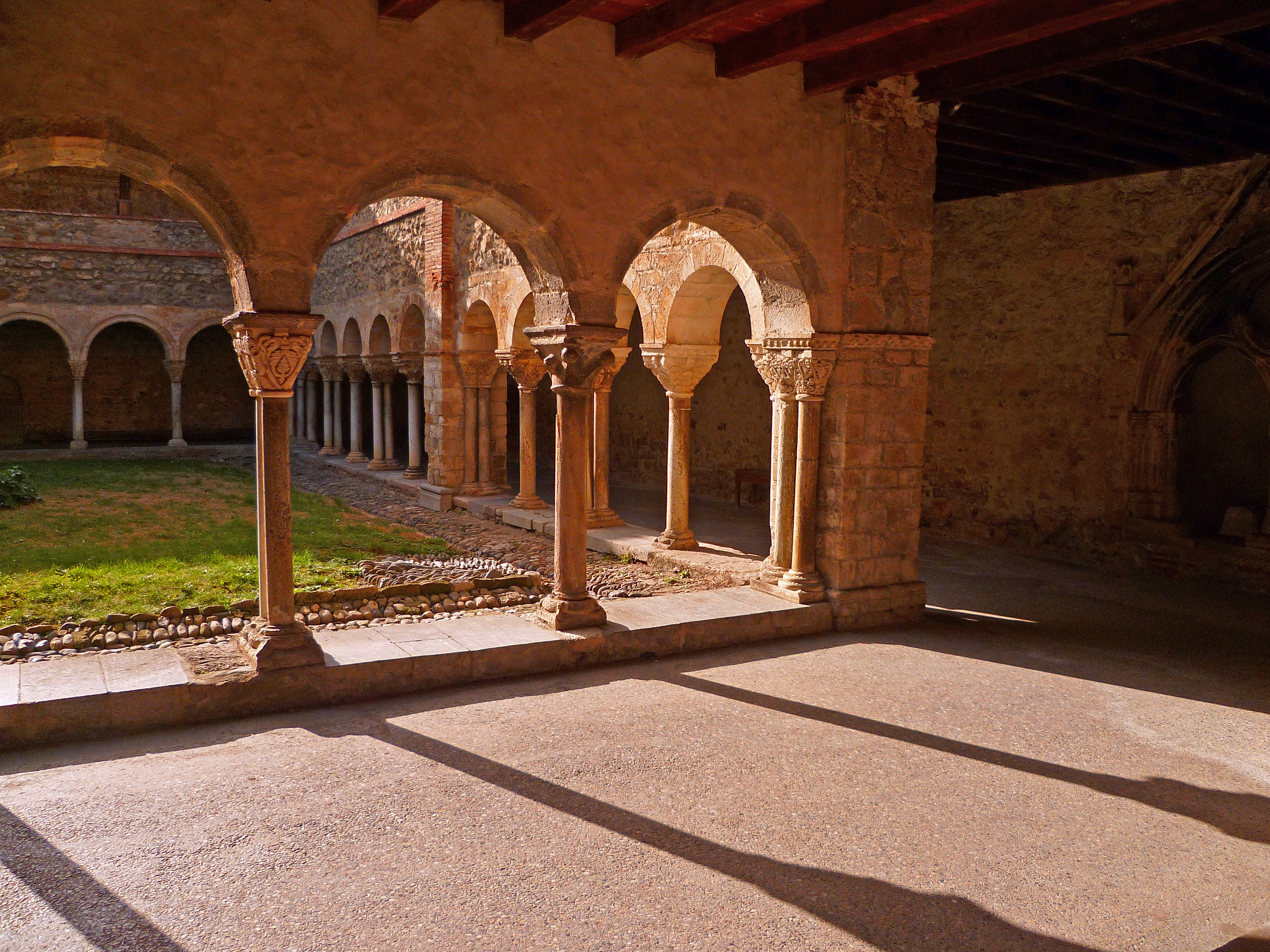
Le cloître de la cathédrale Saint-Lizier de Saint-Lizier.

Le département a été créé à la Révolution française, le 4 mars 1790, en application de la loi du 22 décembre 1789, à partir du comté de Foix (Languedoc) et de la quasi-totalité du vicomté de Couserans, plus notamment une partie du comté de Comminges (Gascogne).

L'Ariège et les provinces et pays qui occupaient son territoire avant la Révolution :
Languedoc
Comté de Foix
Donezan
Couserans
Comminges

Carte de l'Ariège et d'Andorre (1790).

Une demande au Conseil d'État a été déposée en 2005 afin de renommer le département en Ariège-Pyrénées. Selon les défenseurs de ce projet, la mention « Pyrénées » permettrait de mieux situer le département afin de le promouvoir dans toute la France. La demande a été rejetée[réf. nécessaire].
Au 1er janvier 2016, la région Midi-Pyrénées, à laquelle appartenait le département, fusionne avec la région Languedoc-Roussillon pour devenir la nouvelle région administrative Occitanie.

### Héraldique
| Blason | Blasonnement : D’or aux trois pals de gueules et à l’écusson d’azur chargé d’une cloche d’argent brochant sur le tout |

## Hymne ariégeois
La chanson patriotique Arièjo ô moun Païs (en écriture mistralienne), ou Arièja ô mon país (possible en occitan), fut écrite par le curé Sabas Maury, né le 1er mars 1863 à Gestiès dans la vallée du Siguer, curé de Miglos et de Varilhes (et mort le 26 novembre 1923 à Varilhes). Dédiée à la société Amicale des Ariégeois à Paris, elle devint alors tout naturellement l'hymne ariégeois.

## Politique

Ancien logo du conseil départemental de l´Ariège.

Le département compte 2 circonscriptions législatives et 13 cantons. D'une manière générale on peut dire que :
« De tradition républicaine et laïque depuis la IIIe République, l'Ariège est solidement tenue par le Parti socialiste, même si, ces dernières années, la droite est parvenue à enfoncer quelques coins de la forteresse. »
Il n'en demeure pas moins qu'avec une représentation parlementaire très majoritairement issue du PS jusqu'en 2017, et un Conseil départemental dont 22 des 26 élus en 2015 sont membres ou proches de ce parti, l'orientation politique du département est clairement identifiée. En 2007, c'est le département qui a le plus voté pour Ségolène Royal (59,56 %). En 2012, c'est le troisième département de France qui vota le plus pour François Hollande avec 64,69 % juste derrière la Corrèze et la Seine-Saint-Denis.
L'Ariège se distingue encore une fois du reste du territoire et confirme son ancrage à gauche en plaçant en tête (deuxième département après la Seine Saint-Denis), lors de l'élection présidentielle de 2017, le candidat de La France insoumise, Jean-Luc Mélenchon avec 26,77 % des suffrages exprimés, suivi par Marine Le Pen avec 21,70 %. Arrive en troisième position Emmanuel Macron avec 20,91 %. François Fillon n'arrive qu'en quatrième position avec 12,74 % des suffrages exprimés, il s'agit du plus mauvais score du candidat Les Républicains sur tout le territoire national. Chose tout à fait inédite en Ariège, qui avait pourtant depuis le début de la Ve République placé à chaque élection présidentielle le candidat du Parti socialiste en tête, ce dernier (Benoît Hamon) n'arrive qu'en cinquième position avec 7,86 %. Les autres candidats ne dépassent pas la barre des 5 % des suffrages exprimés.
Coup de tonnerre en Ariège lors des élections législatives de 2017 où pour la première fois depuis 89 ans, la « forteresse socialiste » est tombée au soir du 1er tour. En effet aucun député socialiste ne représente dès lors le département, tous éliminés dès le 1er tour. Les candidats de la France insoumise sont élus au second tour à une courte majorité dans les deux circonscriptions que compte le département face aux candidats d'En Marche. L'Ariège se distingue une fois de plus au niveau national, seul département à donner la totalité de ses sièges à LFI.
Lors des élections législatives de 2022, la députée LFI de la 1re circonscription Bénédicte Taurine est réélue. La deuxième circonscription est remportée par le dissident PS Laurent Panifous. Après l'invalidation de l'élection de la députée LFI le 27 janvier 2022 par le Conseil constitutionnel en raison de la présence de bulletins litigieux du RN au premier tour du scrutin, celle-ci est largement battue au second tour de l'élection partielle du 2 Avril 2023 par la dissidente socialiste Martine Froger.
Les deux députés socialistes sont réélus lors des élections législatives de 2024.

### Résultats aux élections présidentielles
| Elections | Candidat en tête    | Parti | Résultat | Candidat second          | Parti | Résultat |
| --------- | ------------------- | ----- | -------- | ------------------------ | ----- | -------- |
| 1965      | François Mitterrand | CIR   | 62,51    | Charles de Gaulle        | UNR   | 37,49    |
| 1969      | Georges Pompidou    | UDR   | 50,24    | Alain Poher              | CD    | 49,76    |
| 1974      | François Mitterrand | PS    | 63,54    | Valéry Giscard d'Estaing | RI    | 36,46    |
| 1981      | François Mitterrand | PS    | 63,23    | Valéry Giscard d'Estaing | UDF   | 36,77    |
| 1988      | François Mitterrand | PS    | 63,93    | Jacques Chirac           | RPR   | 36,07    |
| 1995      | Lionel Jospin       | PS    | 60,07    | Jacques Chirac           | RPR   | 39,93    |
| 2002      | Jacques Chirac      | RPR   | 83,87    | Jean-Marie Le Pen        | FN    | 16,13    |
| 2007      | Ségolène Royal      | PS    | 59,56    | Nicolas Sarkozy          | UMP   | 40,44    |
| 2012      | François Hollande   | PS    | 64,69    | Nicolas Sarkozy          | UMP   | 35,31    |
| 2017      | Emmanuel Macron     | LREM  | 63,09    | Marine Le Pen            | FN    | 36,91    |
| 2022      | Emmanuel Macron     | LREM  | 51,09    | Marine Le Pen            | RN    | 48,91    |

## Climat
Le département est à la limite orientale de la prépondérance océanique dans le régime des pluies, mais d'autres influences se font sentir :
- méditerranéenne, notamment visible par la végétation des collines du piémont, de la vallée de l'Ariège vers Tarascon et du Pays de Sault ;
- continentale dans les vallées pyrénéennes (nombreux orages, amplitude thermique élevée entre le jour et la nuit).

Il n'y a pas de tendance marquée à la sécheresse estivale : le flux de nord-ouest apporte des pluies tout au long de l'année. La pluviométrie, modérée sur le piémont et dans certaines vallées abritées (cumuls de 700 à 1 000 mm/an), s'accroît sensiblement sur les massifs et dans les hautes vallées (1 000 à 1 800 mm). Les versants exposés au nord-ouest sont logiquement les plus humides (Aulus-les-Bains, Orlu…), ainsi que toutes les crêtes frontalières qui subissent aussi le flux de sud-ouest alors que celui-ci est peu actif ailleurs (effet de foehn). L'enneigement est fréquent au-dessus de 1 000 m, durable plusieurs mois de suite au-dessus de 1 500 à 2 000 m. Des espaces péri-glaciaires existent au-dessus de 2 500 m (le seul glacier ariégeois se trouve au Mont Valier, près de Castillon-en-Couserans).
Les températures sont douces sur le piémont : à Foix, il fait en moyenne +5 °C en janvier et +19 °C en juillet. Elles déclinent rapidement avec l'altitude : à l'Hospitalet (1 430 m), on relève 0 °C en janvier et +14 °C en juillet.

## Économie
| Donnée économique              | Valeur                                               | Date             |
| ------------------------------ | ---------------------------------------------------- | ---------------- |
| Création d’entreprises         | 814                                                  | 2005             |
| Nombre d’entreprises           | 19 750                                               | 15 novembre 2006 |
| Taux de création d’entreprises | 10,4 % (Ariège) 9,3 % (Midi-Pyrénées) 9,3 % (France) | 2003             |
| Taux de chômage                | 10,4 % (Ariège) 9,1 % (Midi-Pyrénées) 9 % (France)   | Septembre 2006   |
| Montant des exportations       | 450 M€                                               | 2005             |
| Montant des importations       | 368 M€                                               | 2005             |
| source : Ariège expansion      |                                                      |                  |

Dans le secteur de la haute vallée de l'Ariège, l'extraction du talc constitue la seule activité minière du département après l'échec de la relance de la mine de tungstène de Salau en 2020. L'usine de traitement du talc de Luzenac, approvisionnée par la carrière de Trimouns, produit environ 400 000 tonnes par an soit 10% du talc mondial. Tarascon-sur-Ariège a pu conserver une petite unité d'aluminerie sous contrôle chinois et issue du démantelement de Pechiney et voir se développer un sous-traitant de l'aéronautique.
Elle est complétée par le tourisme avec les stations de sports d'hiver (Ax 3 Domaines, Ascou-Pailhères, Plateau de Beille, Les Monts d'Olmes, le Chioula, Étang de Lers, Guzet, Goulier Neige et Mijanès-Donezan).
Dans le secteur de Lavelanet, l'industrie textile qui était majoritaire voire exclusive a presque complètement disparu entre les années 1980 et 2000, marquées par la fin des artisans sous-traitants et des grands groupes industriels comme Roudière. Il ne reste que quelques entreprises qui essaient de tenir face à la concurrence nord-africaine et asiatique, notamment l'usine Sage de Laroque-d'Olmes, héritière de l'entreprise Michel Thierry, spécialiste des tissus pour l'automobile.
Dans le secteur de Pamiers, l'industrie de la métallurgie, de l'aéronautique et de la chimie y sont principalement présentes. La métallurgie, avec l'usine Aubert et Duval, produit notamment des pièces forgées pour l'industrie aéronautique et énergétique. L'aéronautique se distingue grâce à plusieurs entreprises de sous-traitance (tels que Recaero et Maz'Air), partenaires des constructeurs d'avions. La chimie est, quant à elle, représentée par l'industrie de la peinture avec Maestria et l'Alliance Maestria qui regroupe plusieurs entreprises de la peinture du bâtiment jusqu'à l'aéronautique. Dans la chimie, il y a également l'usine Étienne Lacroix. Située sur la commune de Mazères, elle y fabrique principalement des feux d'artifice et des pièces pyrotechniques.
Pour le secteur de Saint-Girons, l'industrie est représentée principalement par la fabrication du papier avec l'usine de la Moulasse à Eycheil qui produit du papier à cigarettes et la Papeterie Léon Martin fondée en 1895 à Engomer, toujours familiale et indépendante, qui propose des papiers fins, techniques et spéciaux. Une diversification volontaire a été opérée et réussie dans l'agglomération dès la fin des années 1980 avec différentes unités de production dans l'agroalimentaire, la plasturgie, les biotechnologies... permettant notamment d'attribuer la quasi-totalité des lots disponibles sur la zone industrielle du Couserans à Lorp-Sentaraille et Caumont. Sur le plan du BTP, l’Ariège se distingue par ses toitures traditionnelles en ardoise ou en tuiles plates, adaptées aux fortes variations climatiques de la région montagneuse. Les artisans couvreurs locaux, tels que les Couvreurs du Val d’Ariège, maîtrisent parfaitement ces techniques ancestrales : pose à sec des ardoises, fixation mécanique pour résister aux vents violents et isolation renforcée pour préserver la chaleur en hiver. Ces spécialistes interviennent aussi bien sur la rénovation de toits anciens que sur la construction de couvertures neuves, en intégrant les dernières normes du Code du travail et les exigences esthétiques du patrimoine ariégeois. La zone d'activités agroalimentaire et artisanale du Pitarlet a été créée à Prat-Bonrepaux sans mobiliser efficacement des entreprises pour s'y implanter du moins jusqu'en 2024.
Concentrée principalement dans le Vicdessos et la Haute Ariège, la production hydroélectrique de l'Ariège représente environ le cinquième de la production pyrénéenne. En effet, la centrale hydroélectrique d'Aston possède la plus grosse capacité de production annuelle de la chaîne des Pyrénées (392 millions kWh). Avec celles d'Orlu et de l'Hospitalet-près-l'Andorre, ces trois centrales sont les plus importantes du département en capacité de production. L'aménagement hydroélectrique ariégeois peut produire pour une ville de 600 000 habitants. Les grands établissements industriels utilisent l'énergie ainsi produite sans compenser la disparition de l'aluminerie Pechiney d'Auzat en 2003.

## Transports

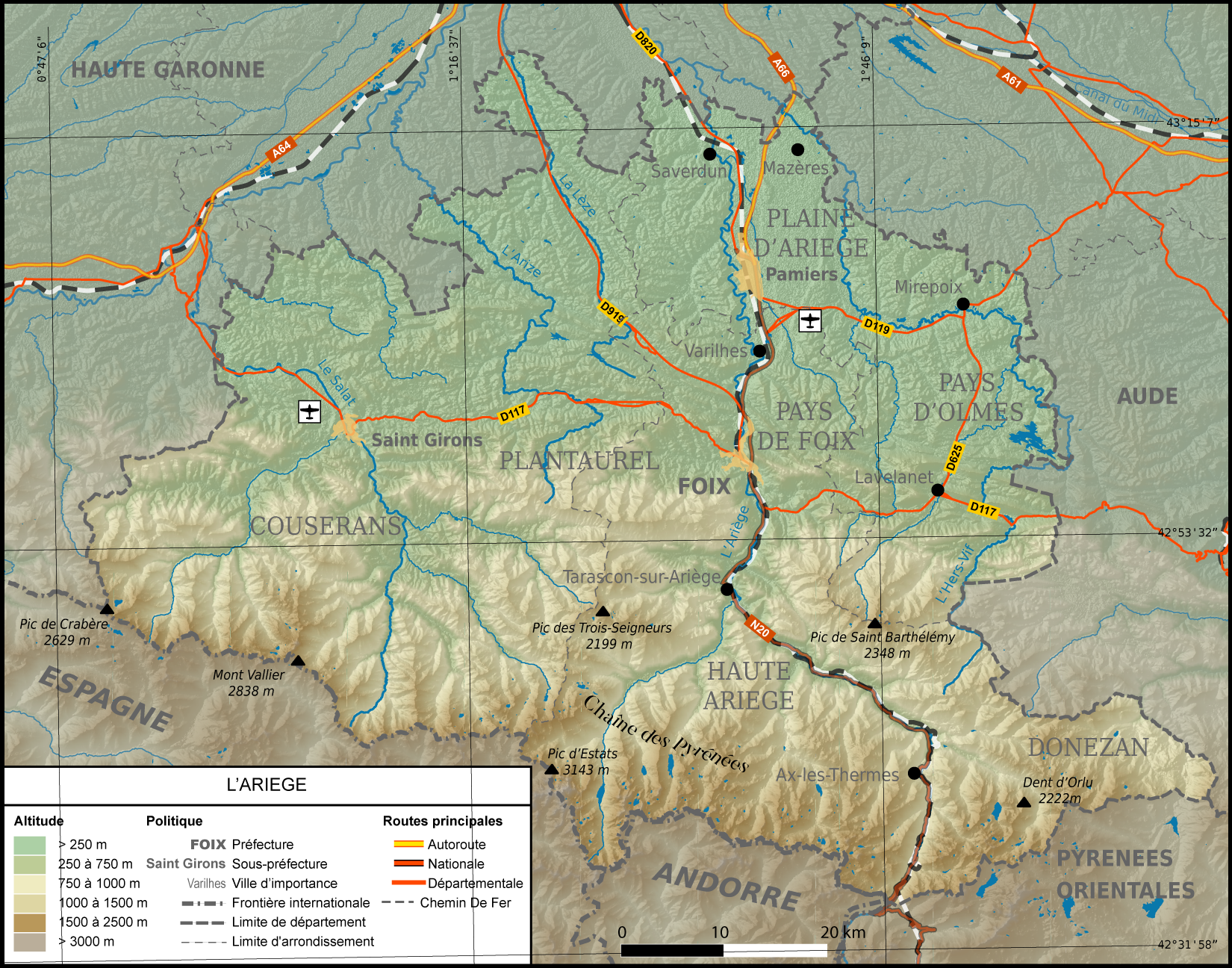

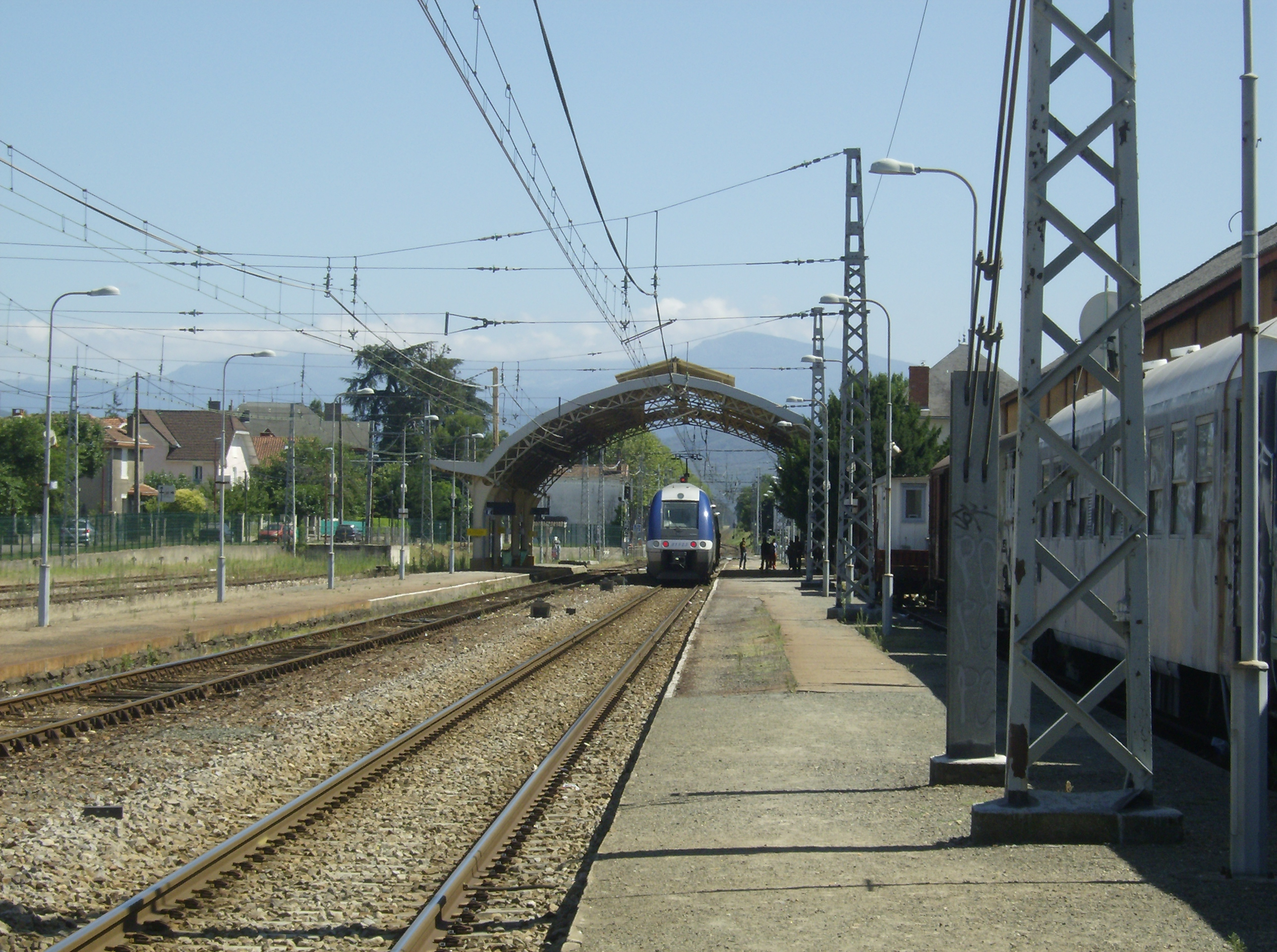
Train arrivant en gare de Pamiers.

Majoritairement montagneux et rural, le département de l'Ariège est longtemps resté à l'écart des principaux axes de transport qui desservent les littoraux et les principales vallées. Le chemin de fer est arrivé dans le département en 1861 via la ligne de Toulouse à Puigcerda, la seule à demeurer ouverte dans le département, depuis la fermeture définitive de la ligne de Boussens à Saint-Girons en 1991. Outre les trains TER Occitanie, cette voie est néanmoins desservie par des Intercités en provenance de Paris-Austerlitz.
Depuis 2002, l'Ariège est reliée au réseau autoroutier national par l'autoroute A66, qui part de l'A61 au niveau de Villefranche-de-Lauragais et se poursuit au sud de Pamiers par la RN 20 en deux fois deux voies jusqu'à Tarascon-sur-Ariège. En 2001, l'ouverture du tunnel de Foix a permis à la RN 20 d'éviter le goulet d'étranglement constitué par le relief et la ville.
Il n'existe aucun franchissement routier ouvert à la circulation qui permette de rallier directement l'Espagne et Andorre depuis l'Ariège ; seuls des chemins pédestres traversent la frontière, au niveau des cols les moins élevés, comme le port d'Orle (2 328 m), le port de Salau (2 087 m) ou le port de Rat (2 539 m). Pour rejoindre l'Espagne, il convient de transiter par le Pas de la Case, et donc une partie du département voisin des Pyrénées-Orientales.

## Démographie
Les habitants de l'Ariège sont les Ariégeois.
En 2022, le département comptait 155 339 habitants, en évolution de +1,48 % par rapport à 2016 (France hors Mayotte : +2,11 %).
| 1791    | 1801    | 1806    | 1821    | 1826    | 1831    | 1836    | 1841    | 1846    |
| ------- | ------- | ------- | ------- | ------- | ------- | ------- | ------- | ------- |
| 197 889 | 196 454 | 222 827 | 234 878 | 247 932 | 253 730 | 260 536 | 265 607 | 270 535 |

| 1851    | 1856    | 1861    | 1866    | 1872    | 1876    | 1881    | 1886    | 1891    |
| ------- | ------- | ------- | ------- | ------- | ------- | ------- | ------- | ------- |
| 267 435 | 251 318 | 251 850 | 250 436 | 246 298 | 244 795 | 240 601 | 237 619 | 227 491 |

| 1896    | 1901    | 1906    | 1911    | 1921    | 1926    | 1931    | 1936    | 1946    |
| ------- | ------- | ------- | ------- | ------- | ------- | ------- | ------- | ------- |
| 219 641 | 210 527 | 205 684 | 198 725 | 172 851 | 167 498 | 161 265 | 155 134 | 145 956 |

| 1954    | 1962    | 1968    | 1975    | 1982    | 1990    | 1999    | 2006    | 2011    |
| ------- | ------- | ------- | ------- | ------- | ------- | ------- | ------- | ------- |
| 140 010 | 137 192 | 138 478 | 137 857 | 135 725 | 136 455 | 137 205 | 146 289 | 152 286 |

| 2016    | 2021    | 2022    | - | - | - | - | - | - |
| ------- | ------- | ------- | - | - | - | - | - | - |
| 153 067 | 154 596 | 155 339 | - | - | - | - | - | - |

### Communes les plus peuplées
| Nom                 | Code Insee | Intercommunalité                | Superficie (km2) | Population (dernière pop. légale) | Densité (hab./km2) | Modifier                                    |
| ------------------- | ---------- | ------------------------------- | ---------------- | --------------------------------- | ------------------ | ------------------------------------------- |
| Pamiers             | 09225      | CC des Portes d'Ariège Pyrénées | 45,85            | 16 512 (2022)                     | 360                | modifier les données · modifier les données |
| Foix                | 09122      | CA L'Agglo Foix-Varilhes        | 19,32            | 9 731 (2022)                      | 504                | modifier les données · modifier les données |
| Saint-Girons        | 09261      | CC Couserans-Pyrénées           | 19,13            | 6 129 (2022)                      | 320                | modifier les données · modifier les données |
| Lavelanet           | 09160      | CC du Pays d'Olmes              | 12,57            | 6 018 (2022)                      | 479                | modifier les données · modifier les données |
| Saverdun            | 09282      | CC des Portes d'Ariège Pyrénées | 61,47            | 4 808 (2022)                      | 78                 | modifier les données · modifier les données |
| Mazères             | 09185      | CC des Portes d'Ariège Pyrénées | 44,04            | 3 866 (2022)                      | 88                 | modifier les données · modifier les données |
| Varilhes            | 09324      | CA L'Agglo Foix-Varilhes        | 11,76            | 3 491 (2022)                      | 297                | modifier les données · modifier les données |
| La Tour-du-Crieu    | 09312      | CC des Portes d'Ariège Pyrénées | 10,28            | 3 268 (2022)                      | 318                | modifier les données · modifier les données |
| Mirepoix            | 09194      | CC du Pays de Mirepoix          | 47,28            | 3 106 (2022)                      | 66                 | modifier les données · modifier les données |
| Tarascon-sur-Ariège | 09306      | CC du Pays de Tarascon          | 8,65             | 3 060 (2022)                      | 354                | modifier les données · modifier les données |
| Saint-Jean-du-Falga | 09265      | CC des Portes d'Ariège Pyrénées | 4,03             | 2 864 (2022)                      | 711                | modifier les données · modifier les données |
| Laroque-d'Olmes     | 09157      | CC du Pays d'Olmes              | 14,36            | 2 414 (2022)                      | 168                | modifier les données · modifier les données |
| Verniolle           | 09332      | CA L'Agglo Foix-Varilhes        | 11,26            | 2 381 (2022)                      | 211                | modifier les données · modifier les données |
| Lézat-sur-Lèze      | 09167      | CC Arize Lèze                   | 40,13            | 2 341 (2022)                      | 58                 | modifier les données · modifier les données |
| Montgailhard        | 09207      | CA L'Agglo Foix-Varilhes        | 7,93             | 1 456 (2022)                      | 184                | modifier les données · modifier les données |

### Arrondissements
| Nom                            | Code Insee | Superficie (km2) | Population (dernière pop. légale) | Densité (hab./km2) | Modifier             |
| ------------------------------ | ---------- | ---------------- | --------------------------------- | ------------------ | -------------------- |
| Arrondissement de Foix         | 091        | 1 818,50         | 48 272 (2022)                     | 27                 | modifier les données |
| Arrondissement de Pamiers      | 092        | 1 052,20         | 66 000 (2022)                     | 63                 | modifier les données |
| Arrondissement de Saint-Girons | 093        | 2 019,30         | 41 067 (2022)                     | 20                 | modifier les données |
| Ariège                         | 09         | 4 890,00         | 155 339 (2022)                    | 32                 | modifier les données |

### Aires urbaines
Le département possède 3 aires urbaines : Foix (18 433 habitants), Pamiers (35 094 habitants) et Saint-Girons (18 222 habitants).

## Culture

### Théâtre
- L'Estive : scène nationale située sur la commune de Foix, elle propose des spectacles tout au long de l'année.
- Festival MiMa : festival des arts de la marionnette. Il se déroule sur la commune de Mirepoix tous les ans au mois d'août.
- Festival Les Théâtrales en Couserans : festival de théâtre ayant pour objectif de promouvoir et diffuser tous types de spectacles vivants. Il se déroule à Saint-Girons et dans les bourgs du Couserans tous les ans durant la période estivale. Michel Larive en a été le président pendant de nombreuses années avant d'être élu député de la 2e circonscription de l'Ariège en juin 2017[14].

### Musique
- Le Festival Castel Artès à Mirepoix, carrefour d'expressions artistiques où se rencontrent la musique lyrique, la danse, l'opéra, la peinture et la photographie.
- « Faites de la musique » à Malegoude[15].
- Festival Vocal de La Bellongaise à Orgibet.
- Festival RITE, chant, danse, musique du monde à Saint-Girons et en Couserans.
- Festival Latino à Tarascon-sur-Ariège[16]
- Festival Jazz Foix [17]
- Garosnow à Ax-les-Thermes[18]
- Art'cade (scène Ariégeoise de musiques actuelles) (Sainte Croix Volvestre)
- 100% Rock à Les Cabannes
- Festival Swing à Mirepoix[19]
- Festival Terre de Couleurs à Daumazan sur Arize[20]
- Festival Blues in Sem & Vicdessos à Sem et Vicdessos[21]
- Manouch Muzik Festival à Mazères[22]
- Celtie d'Oc à Cazavet[23]
- MIMA, festival international de marionnettes à Mirepoix.

### Cinéma
- 1975 : Le Passe-Montagne, auteur Christian Bernadac, réalisateur Jean Vernier, téléfilm[24]
- 1980 : L'Orsalhèr, de Jean Fléchet
- 1982 : Le Retour de Martin Guerre, de Daniel Vigne
- 2009 : No pasaran, film d'Éric Martin et Emmanuel Caussé tourné dans la vallée du Vicdessos (Miglos Lapège), dans les environs de Saint-Girons, dans le Couserans, à Foix et à Tarascon-sur-Ariège.
- 2012 : La Panification des mœurs, film documentaire de Gwladys Déprez[25]
- 2013 : Le Chant du Cygne, film documentaire d'Aurélie Jolibert[26]
- 2023 : Les Âmes sœurs d'André Téchiné

### Littérature
- Les Cavaliers aux yeux verts : La porte de Kercabanac est un roman de Loup Durand publié en 1991
- Castelpu, le village imaginaire des romans de Patrick Cintas se situe en Ariège.
- Plusieurs romans de Louis-Henry Destel se déroulent en Ariège.
- Le roman policier de Pascal Dessaint Les Pis rennais (Le Poulpe) est situé dans le Couserans. Il a été réédité en bande dessinée.
- La plupart des romans de Georges-Patrick Gleize publiés chez l'éditeur parisien Albin Michel ont une accroche ariégeoise ou pyrénéenne comme Le Temps en héritage (pays de Foix), Un brin d'espérance (Pays d'Olmes), Rue des Hortensias Rouges (pays d'Ax les-Thermes), Le Forgeron de la liberté (pays de Mirepoix), Le Sentier des pastelliers (Région de Mazéres), La Vie en plus (Couserans), Le Destin de Marthe Rivière (Le Quérigut), Le Chemin de Peyreblanque ou L'Auberge des myrtilles (Pays de Tarascon), Une nuit en juin (Cerdagne et région de Pamiers), Quelques pas dans la neige (haute vallée des Pyrénées ariégeoises)[27].
- Deux romans de Serge Legrand-Vall, La rive sombre de l'Ebre et Reconquista ont pour cadre l'Ariège (pays d'Ax-les-Thermes et Couserans)[28].

## Personnalités

### Arts
- Aicart del Fossat, troubadour.
- Gabriel Fauré (1845-1924), compositeur né à Pamiers.
- Étienne Tournès (1855-1931), peintre né à Seix.
- Alphonse Roubichou (1861-1938), peintre impressionniste né à Pamiers.
- Joseph Bergès (1878-1956), peintre.
- André Méric (1900-1971), sculpteur né à Pamiers.
- André Regagnon (1902-1976), peintre.
- Manolo Valiente (1908-1991), créateur du monument national aux Guérilleros de Prayols.
- René Gaston-Lagorre (1913-2004), peintre ayant eu son atelier en Ariège dans le Couserans et reposant à Seix.
- Pierre Daboval (1918-2015), peintre et dessinateur, habitait à Mirepoix.
- Mady de La Giraudière, artiste peintre de style naïf.
- Terence Macartney-Filgate (en) (1924-2022), réalisateur britannico-canadien qui habite à Mirepoix. Il a réalisé et écrit une centaine de films.
- Christian d'Orgeix (1927-2019), artiste contemporain né à Foix.
- Marie Laforêt (1939-2019), chanteuse et actrice qui se définit elle-même comme « ariégeoise ». Petite-fille de Louis Doumenach, dirigeant d'une entreprise d'effilochage de textile à Lavelanet.
- Claudius de Cap Blanc (1953-2022), artiste contemporain.
- Leïla Martial (1984-), chanteuse de jazz.

### Littérature
- Pierre Bayle (1647-1706), philosophe et écrivain, né au Carla-Bayle (à l'époque Carla-le-Comte ; la commune changea de nom en son hommage).
- Marie de Calage (1631-1661), poétesse, née à Mirepoix. Plusieurs fois couronnée par l'Académie des Jeux Floraux.
- Frédéric Soulié (1800-1847), romancier né à Foix.
- Latour de Saint-Ybars (1807-1891), poète et dramaturge né à Saint-Ybars.
- Napoléon Peyrat, né en 1809 aux Bordes-sur-Arize, mort en 1881, pasteur, historien du catharisme et poète.
- Marie-Louise (née en 1876 à Mirepoix) et Raymond Escholier (né en 1882 à Paris), auteurs en collaboration de romans "régionalistes" dont Cantegril, prix Fémina 1922.
- Isabelle Sandy (1884-1975), écrivain, née à Saint-Pierre-de-Rivière
- Louis-Henry Destel (1885-1962), romancier, né à Lézat-sur-Lèze.
- Pierre Dumas.
- Marcel Pagnol (1895-1974), romancier, dramaturge et cinéaste, était professeur à l'École Supérieure de Mirepoix.
- Adelin Moulis (1896-1996), poète, historien et folkloriste. Né à Fougax-et-Barrineuf, mort à Mazères.
- Raymond Abellio (Georges Soulès) (1907-1986) philosophe, romancier. Famille paternelle originaire d'Ax-les-Thermes et famille maternelle de Seix en Haut-Couserans.
- Gaston Massat (1909-1966), poète surréaliste et résistant, né à Saint-Girons.
- Michel-Aimé Baudouy (1909-1999), universitaire, romancier et auteur dramatique, né au Vernet d'Ariège.
- Max-Firmin Leclerc (1923-2014), écrivain et réalisateur de télévision, a vécu sur la commune de Durfort (Maloureille) de 1974 à 1988.
- Christian Bernadac (1937-2003), journaliste et écrivain, né à Tarascon-sur-Ariège.
- Michel Cosem, né en 1939, éditeur, écrivain, a vécu longtemps en Ariège, auteur de L'Ariège : vérités et émotions, photogr. Fabien Boutet . coll. "Patrimoine & territoires", 2013.
- Christian Saint-Paul, né en 1948 au Mas-d'Azil, éditeur, poète et chroniqueur radio.
- Georges-Patrick Gleize (1952-), romancier et historien.
- Patrick Cintas (1954-), écrivain, peintre, sculpteur, compositeur.
- Violaine Bérot (1967-), femme de lettres vivant en Couserans.
- Espé (1974-), auteur de bandes dessinées.
- Émilie Desvaux (1983), romancière vivant en Couserans

### Politique
- Marc-Guillaume-Alexis Vadier (1736-1828), homme politique, député à la Convention nationale, créateur du département de l'Ariège.
- Joseph Lakanal (1762-1845), né à Serres-sur-Arget, député à la Convention nationale.
- Léon Galy-Gasparrou (1850-1921), député de l'Ariège.
- Théophile Delcassé (1852-1923), homme politique, plusieurs fois ministre des Affaires étrangères, en particulier lors de la conclusion de l'Entente cordiale avec la Grande-Bretagne, né à Pamiers.
- Paul Caujolle (1891-1955), maire de Siguer, conseiller général de l’Ariège et président de l’ordre national des experts comptables.
- Pierre Dumas (1891-1967), né et mort à Saint-Martin-d'Oydes (une avenue y porte son nom), écrivain et journaliste, grand résistant connu sous le nom de « st Jean », homme politique, député de la Haute-Garonne.
- Paul Vaillant-Couturier (Paris 1892-1937) originaire de Sainte-Croix-Volvestre.
- François Camel (1893-1941).
- Georges Galy-Gasparrou (1896-1977), député, secrétaire d'État à l'information, maire de Massat.
- François Verdier (1900-1944), né à Lézat-sur-Lèze, résistant ariégeois choisi par le général de Gaulle pour devenir le chef des Mouvements Unis de la Résistance du Sud-Ouest. Il est mort assassiné par la Gestapo en 1944 en forêt de Bouconne.
- Conchita Ramos (1925-2019), résistante liée aux guérilleros espagnols, arrêtée dans sa maison de l'Ariège par la milice de Vichy, torturée par la Gestapo puis déportée à Ravensbrück[29].
- André Trigano (1925-2024) Officier de la Légion d'honneur. Il fut maire de Mazères durant 24 ans, conseiller général du canton de Saverdun et député de la 2e circonscription de l'Ariège de 1993 à 1997. Maire de Pamiers, il est aussi le frère de Gilbert Trigano, cofondateur du Club Med.
- Roger Fauroux (1926-2021), ancien ministre, ancien maire de Saint-Girons.
- Augustin Bonrepaux (1936-), homme politique, ancien député de l'Ariège et président du conseil général de l'Ariège, ancien président de la commission des finances à l'Assemblée nationale. Acteur du désenclavement routier de l'Ariège notamment par le tunnel du Puymorens.
- Henri Nayrou (1944-), homme politique, ancien député de l'Ariège et président du conseil départemental de l'Ariège, ancien maire de La Bastide-de-Sérou.
- Jean-Pierre Bel (1951-), sénateur, président du Sénat français du 1er octobre 2011 au 30 septembre 2014
- Laurence Marandola porte-parole de la Confédération Paysanne depuis 2023.

### Religion
- Antonin de Pamiers (env. 453 - env. 506), martyr et saint chrétien né et mort à Pamiers.
- Volusien (mort en 498), évêque de Tours, martyr et saint chrétien, mort à Pamiers. Il est aussi le saint patron de la ville de Foix.
- Lizier de Couserans (508-546), second évêque de Couserans, sanctifié.
- Bernard Saisset (1232-1314), premier évêque de Pamiers.
- Jacques Fournier (1285-1342), évêque de Pamiers puis de Mirepoix, pape sous le nom de Benoît XII de 1336 à 1342 (Avignon), né à Canté près de Saverdun.
- François de Caulet (1610-1680), évêque de Pamiers.
- Jean-François Boyer (1675-1755), évêque de Mirepoix, précepteur du Dauphin, fils de Louis XV.
- Sabas Maury, curé de Miglos de 1890 à 1906 et créateur d'Arièjo ô moun Païs l'hymne ariégeois bien connu.
- Benoît Gschwind, évêque de Pamiers, Couserans, Mirepoix. Nommé le 27 octobre 2023 par le pape François.

### Sciences et techniques
- Jean-Baptiste Mercadier (1750-1816), ingénieur des ponts et chaussées et musicien, né à Bélesta.
- Aristide Bergès (1833-1904), ingénieur - inventeur du terme houille blanche.
- Alexandre Grothendieck (1928-2014), mathématicien mort à Saint-Lizier.
- Raymond Augustin Mailhat (1862–1923), fabricant de télescopes et d'instruments optiques de précision.
- Henri Martre (1928-2018), polytechnicien, PDG d'Aérospatiale, président du GIFAS.

### Sports
- Louis-Henry Destel (1885-1962), écrivain du rugby, né à Lézat-sur-Lèze.
- Jacques Dupont (né en 1928), cycliste, détenteur du record olympique, né à Lézat-sur-Lèze.
- Claude Piquemal (né en 1939), athlète sprinteur français médaillé olympique, né à Siguer.
- Aldo Quaglio (né en 1932), joueur de rugby international français, né et formé à Lavelanet.
- Jacques Crampagne (né en 1944), joueur de rugby international français, né à Foix.
- Patrick Estève (né en 1959), joueur de rugby international français, né et formé à Lavelanet.
- Claude Bergeaud (né en 1960), entraineur de basketball français, né à Artigat.
- Sylvain Dispagne (né en 1968), joueur de rugby international français, né à Saint-Girons.
- Jean-Louis Jordana (né en 1968), joueur de rugby international français, né et formé à Lavelanet.
- Michel Marfaing (né en 1970), joueur de rugby international français, né et formé à Pamiers.
- Fabien Barthez (né en 1971), footballeur international français, né à Lavelanet.
- Éric Carrière (né en 1973), footballeur international français, né à Foix.
- Fabien Pelous (né en 1973), joueur de rugby international français, né à Toulouse et formé à Saverdun.
- Benoît Baby (né en 1983), joueur de rugby international français, né à Lavelanet et formé à Toulouse.
- Yoann Huget (né en 1987), joueur de rugby international français, né à Pamiers et formé à Toulouse.
- Jean-Marc Doussain (né en 1991), joueur de rugby international français, né et formé à Toulouse, originaire de Sainte-Croix-Volvestre
- Perrine Laffont (née en 1998), skieuse française, née à Lavelanet et initiée aux Monts d'Olmes. Championne olympique de ski de bosses aux Jeux Olympiques d'hiver 2018.
- Nelson Épée (né en 2001), joueur de rugby à XV et international à VII, a passé son enfance à Saverdun et a débuté avec l'Union athlétique saverdunoise. Il fait partie de l'Équipe de France championne olympique de Rugby à sept en 2024 à Paris.

### Divers
- Bertrand Clauzel (1772-1842), Maréchal de France sous Napoléon Ier, né à Mirepoix.
- Féréol Dedieu (1816-1889), inventeur du porte-jarretelles.
- André Roudière (1922-2010), industriel du textile de Lavelanet, créateur en 1947 d'une entreprise qui comptera jusqu'à 1300 employés.
- Richard Stanley (1966), cinéastre sud-africain installé depuis 2008 à Montségur.
- Chloé Mortaud (1989), 79e Miss France en 2009.

## Gastronomie
- Bethmale (fromage)
- Flocon d'Ariège, confiserie
- Hypocras, apéritif
- Azinat, plat de résistance
- Le Milla, gâteau

## Tourisme
- Agence de Développement Touristique Ariège Pyrénées
- Parc naturel régional des Pyrénées ariégeoises

### Les résidences secondaires
Selon le recensement général de la population du 1er janvier 2008, 25,3 % des logements disponibles dans le département étaient des résidences secondaires.
Ce tableau indique les principales communes de l'Ariège dont les résidences secondaires et occasionnelles dépassent 10 % des logements totaux.
| Ville                     | Population municipale | Nombre de logements | Résidences secondaires | % résidences secondaires |
| ------------------------- | --------------------- | ------------------- | ---------------------- | ------------------------ |
| Suc-et-Sentenac           | 60                    | 259                 | 226                    | 87,25 %                  |
| Ustou (Guzet-neige)       | 346                   | 1 314               | 1 075                  | 81,82 %                  |
| Couflens                  | 84                    | 279                 | 223                    | 79,81 %                  |
| Boussenac                 | 188                   | 473                 | 366                    | 77,45 %                  |
| Quérigut                  | 139                   | 326                 | 250                    | 76,62 %                  |
| Ax-les-Thermes            | 1 426                 | 3 113               | 2 359                  | 75,77 %                  |
| Le Port                   | 204                   | 464                 | 348                    | 74,90 %                  |
| Saint-Lary                | 155                   | 347                 | 247                    | 71,15 %                  |
| Sentein                   | 146                   | 365                 | 258                    | 70,64 %                  |
| Aulus-les-Bains           | 207                   | 446                 | 311                    | 69,73 %                  |
| Montferrier               | 647                   | 942                 | 604                    | 64,13 %                  |
| Les Bordes-sur-Lez        | 165                   | 317                 | 201                    | 63,29 %                  |
| Soulan                    | 345                   | 462                 | 285                    | 61,77 %                  |
| Biert                     | 295                   | 490                 | 302                    | 61,63 %                  |
| Seix                      | 816                   | 973                 | 567                    | 58,27 %                  |
| Rabat-les-Trois-Seigneurs | 307                   | 395                 | 228                    | 57,85 %                  |
| Saurat                    | 596                   | 854                 | 489                    | 57,26 %                  |
| Auzat                     | 599                   | 694                 | 395                    | 56,89 %                  |
| Soueix-Rogalle            | 375                   | 437                 | 244                    | 55,93 %                  |
| Massat                    | 710                   | 914                 | 507                    | 55,52 %                  |
| Savignac-les-Ormeaux      | 395                   | 447                 | 246                    | 55,00 %                  |
| Ercé                      | 550                   | 589                 | 315                    | 53,54 %                  |
| Les Cabannes              | 347                   | 385                 | 203                    | 52,65 %                  |
| Oust                      | 533                   | 536                 | 260                    | 48,51 %                  |
| Vicdessos                 | 511                   | 479                 | 203                    | 52,65 %                  |
| Serres-sur-Arget          | 779                   | 594                 | 248                    | 41,83 %                  |
| Daumazan-sur-Arize        | 715                   | 554                 | 204                    | 36,71 %                  |
| Bélesta                   | 1 106                 | 829                 | 219                    | 26,48 %                  |

- Source INSEE, chiffres au 01/01/2008.